# Havukkasaari (ö i Norra Karelen, Mellersta Karelen, lat 61,87, long 30,08)
Havukkasaari är en ö i Finland. Den ligger i sjön Pyhäjärvi och i kommunen Kides i den ekonomiska regionen  Mellersta Karelens ekonomiska region  och landskapet Norra Karelen, i den sydöstra delen av landet, 300 km nordost om huvudstaden Helsingfors. Öns area är 1,08 kvadratkilometer och dess största längd är 1,7 kilometer i sydöst-nordvästlig riktning.